# Michael Weatherly
Michael Weatherly, né le 8 juillet 1968 à New York aux États-Unis, est un acteur, chanteur et producteur américain connu notamment pour ses rôles de Logan Cale, le veilleur dans la série Dark Angel et de l'agent spécial Anthony DiNozzo dans la série NCIS : Enquêtes spéciales. Il incarne ensuite le Dr Jason Bull dans la série Bull, Sa compagnie de production se nomme Entertainment Partners, Inc.

## Biographie

### Enfance et formation
Michael Weatherly est né à New York. Ses parents sont Patricia et Michael Manning Weatherly Senior (1932-2024). Il grandit à Fairfield dans le Connecticut.
Il sort diplômé en 1986 de la Brooks School à North Andover dans le Massachusetts. Par la suite, il passe quelque temps à l'American University of Paris qu'il délaissera pour devenir comédien contre l'avis de son père. Il se passionne à cette époque pour le cinéma français. Il se passionne également pour la musique, et jouera dans un groupe en parallèle de sa carrière d'acteur. Sans poursuivre dans cette voie, il participera malgré tout à la chanson Bitter and Blue sur la deuxième bande originale de NCIS.

### Carrière
Il décroche son premier rôle en 1991 dans le Cosby Show pour un seul épisode, en tant que « colocataire de Theo Huxtable » (saison 7 épisode 14 : Theo's Final Final).
De 1992 à 1996, il prend le rôle de Cooper Alden dans la série Amoureusement vôtre, devenue en 1995 The City.
Il joue en 1998 le rôle de Ben Chasen pendant les 6 épisodes de Significant Others avec Jennifer Garner, et fait quelques apparitions dans d'autres séries comme Charmed, The Crow et Ally McBeal, pour un seul épisode à chaque fois.
En 2000, il obtient un rôle principal pour les deux saisons de la série Dark Angel aux côtés de Jessica Alba, rôle qui lui vaut trois nominations (meilleur second rôle en 2001 et 2002, choix du public en 2001) dans diverses cérémonies.
En 2003, il décroche le rôle de l'agent spécial Anthony DiNozzo dans NCIS : Enquêtes spéciales.
En 2004, il joue le rôle de Robert Wagner dans le téléfilm de Peter Bogdanovich Natalie Wood : Le Prix de la gloire (The Mystery of Natalie Wood). Le vrai Robert Wagner, lui, joue le rôle d'Anthony DiNozzo Sr, père d'Anthony DiNozzo dans NCIS.
Le 5 janvier 2016, il annonce qu'il quitte NCIS au terme de la saison 13.
Le 12 mars 2016, il intègre la série Bull, dans laquelle il tient le rôle principal, Dr Jason Bull.
En mai 2019, il est accusé de harcèlement sexuel par l'actrice Eliza Dushku, sa partenaire de jeu lors de la saison 1. Steven Spielberg quitte la production six mois plus tard, ne voulant plus être mêlé à cette affaire.
Le 19 janvier 2022, il annonce qu'il quitte la série Bull à l'issue de la sixième saison. Quelques heures plus tard, CBS annonce l'arrêt de la série après 6 saisons.
Le 28 février 2024, Paramount + commande un nouveau spin-off centré sur Ziva et Tony qui se déroulera en Europe et qui racontera leur vie ainsi que celle de leur fille, Cote de Pablo et lui en seront les producteurs exécutifs. Le 7 mai 2024, il dévoile le titre de la série, NCIS: Tony & Ziva.

### Vie privée
Le 26 novembre 1995, il épouse Amelia Heinle avec qui il joue dans Amoureusement vôtre et The City. Ils ont un fils, August Weatherly, né le 10 janvier 1996. Ils divorcent le 28 novembre 1997.
Il se fiance en 2001 à Jessica Alba, sa partenaire dans Dark Angel. Ils se séparent en juillet 2003.
En 2006, Michael entame une relation avec Bojana Jankovic (en), qu'il épouse le 6 septembre 2009. Elle donne naissance à une fille, Olivia, le 10 avril 2012. Suit un garçon prénommé Liam Milan Weatherly, né le 29 octobre 2013.
Il est aussi l'oncle de l'actrice Alexandra Breckenridge.

## Filmographie

### Cinéma
- 1997 : Voici Wally Sparks (en) (Meet Wally Sparks) de Peter Baldwin : Dean Sparks
- 1998 : Les Derniers Jours du disco (The Last Days of Disco) : Hap
- 2000 : Mafia parano (Gun Shy) : Dave Juniper
- 2000 : The Specials : Verdict
- 2001 : Venus and Mars : Cody Battle Vandermeer
- 2001 : Trigger Happy : Bill
- 2005 : Un secret pour tous (Her Minor Thing) : Tom
- 2009 : Charlie Valentine : Danny Valentine

### Télévision
- 1991 : Cosby Show (The Cosby Show) : le compagnon de chambre de Théo
- 1992 à 1995 : Amoureusement vôtre (Loving) : Cooper Alden
- 1995 à 1996 : The City : Cooper Alden
- 1996 : Pier 66 : Decker Monroe
- 1997 : Asteroïde : Points d'impact (Asteroids: Deadly Impact) : Dr. Matthew Rogers
- 1997 : Spy Game : James Cash
- 1998 : Significant Others : Ben Chasin
- 1998 : The Advanced Guard :  Kevin, Captive
- 1998 : Jesse : Roy
- 1999 : The Crow: Stairway to Heaven : James Horton
- 1999 : Charmed (saison 1 épisode 18 Triangle maléfique) : Brendan Rowe
- 1999 : Winding Roads (téléfilm) : Mick Simons
- 2000 : Cabin by the Lake : Boone
- 2000 : Ally McBeal : Wayne Keebler
- 2000 : Grapevine : Jack Vallone
- 2000 à 2002 : Dark Angel : Logan Cale, le veilleur
- 2003 : JAG : agent spécial Anthony DiNozzo (saison 8, épisodes 20 et 21)
- 2003 à 2016 & 2024 : NCIS : Enquêtes spéciales : agent spécial Anthony «Tony» DiNozzo (principal saison 1 à 13 ; invité saison 21)
- 2004 : Natalie Wood : Le Prix de la gloire (The Mystery of Natalie Wood) :  Robert Wagner
- 2012 : Major Crimes : Thorn Woodson, le coach de vie (saison 1, épisode 4)
- 2014 : NCIS : Nouvelle-Orléans : agent spécial Anthony "Tony" DiNozzo
- 2015 : NCIS : Los Angeles : agent spécial Anthony "Tony" DiNozzo
- 2016 à 2022 : Bull : Dr Jason Bull (rôle principal)
- depuis 2025 : NCIS: Tony & Ziva : Anthony «Tony» DiNozzo

## Voix francophones
En France, Xavier Fagnon est la voix régulière de Michael Weatherly depuis la série Dark Angel en 2000.

## Distinctions

### Nominations
- Soap Opera Digest Awards
  - 1994 : Nommé dans la catégorie meilleure guest star masculine dans Loving
  - 1995 : Nommé dans la catégorie meilleur jeune espoir dans Loving
- Teen Choice Awards
  - 2001 : Nommé dans la catégorie  meilleur choix d'acteur de télévision dans Dark Angel
- Saturn Awards
  - 2001 : Nommé dans la catégorie meilleur second rôle dans une série télévisée pour Dark Angel
  - 2002 : Nommé dans la catégorie meilleur second rôle dans une série télévisée pour Dark Angel